# شمال شرقی چین
شمال شرقی چین (انگلیسی: Northeast China) یک منطقه جغرافیایی در کشور چین است. معمولاً به سه استان چین در محدوده شرق خینگان بزرگ، یعنی لیائونینگ، جیلین و هیلونگ‌جیانگ مربوط است، اما از نظر تاریخی همچنین شامل چهار ولایت در مغولستان داخلی در غرب خینگان بزرگ نیز می‌شود.
این منطقه در زبان‌های اروپایی با نام منچوری شناخته می‌شد، زیرا سرزمین مردم منچو بود که بر چین به عنوان دودمان چینگ از قرن ۱۷ تا اوایل قرن ۲۰ حکومت می‌کردند.